# NGC 4747
NGC 4747 هو اصطدام مجري، يقع في كوكبة الهلبة. اكتشف في 6 أبريل 1785 . وقد اكتشفه ويليام هيرشل .

## روابط خارجية
- NGC 4747 على موقع ويكي سكاي: DSS2, SDSS, GALEX, IRAS, Hydrogen α, X-Ray, Astrophoto, Sky Map, Articles and images